# 1862 у залізничному транспорті
1862 у залізничному транспорті

## Події

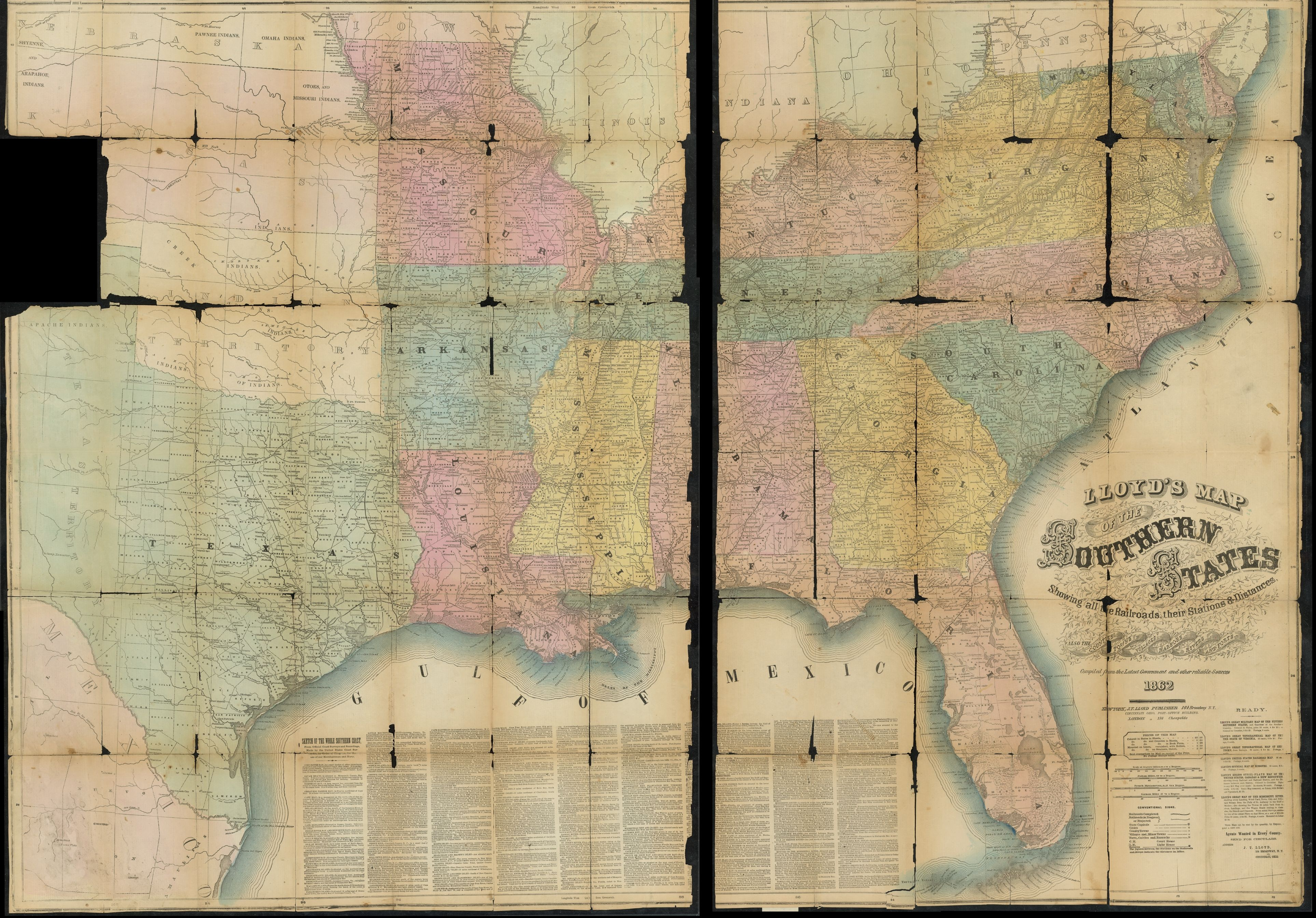
Lloyd's Map of the Southern States Showing All the Railroads, their Stations and Distances, 1862

- У США прийнятий Тихоокеанський залізничний акт.
- 15 березня відкрито рух на ділянці Дінабург—Вільно—Ландварове (178 верст) Петербурго-Варшавської залізниці.
- 12 квітня — Великі паровозні перегони[en].
- 01 (13) серпня — з Москви до Нижнього Новгорода був відправлений перший потяг з пасажирами та вантажами для відкриття Нижегородського ярмарку.
- 18 серпня — урочисто відкрита «Московсько-Троїцька залізниця» — залізнична магістраль від Москви до Сергієва Посада, що нині є частиною Ярославської залізниці.
- У Фінляндії прокладена перша залізнична лінія Гельсінкі—Хямеенлінна, яка згодом стане основою залізниць Фінляндії[1].
- В Алжирі побудована перша залізниця[1].
- На території Бангладеш побудована перша залізнична лінія Дарсана—Джагаті[1].
- У Російській імперії завершено прокладання Московсько-Нижегородської залізниці[ru][1].
- У Російській імперії побудовані перші залізничні тунелі на Петербурго-Варшавській залізниці[1].
- 15 (27) грудня — з введенням в експлуатацію ділянки Ландварове—Варшава відбулося офіційне відкриття наскрізного руху по всій Петербурго-Варшавській залізниці. Довжина залізниці становить 1'046 верст, відгалуження до кордону з Пруссією — 179 верст.

## Новий рухомий склад
- У Росії були побудовані перші ізотермічні вагони — вагони-льодовні[2].

## Персони

### Народилися
- 30 вересня Олександр Федорович Трепов — російський державний діяч, міністр шляхів сполучення.